# Oldenburské hrabství
Oldenburské hrabství (německy Grafschaft Oldenburg) byl středověký stát Svaté říše římské. Vzniklo na sklonku 9. století a v roce 1774 bylo povýšeno na vévodství. Oldenbursko bylo během své existence až do roku 1918 monarchií, od roku 1918 až do svého zániku (kromě let nacismu) bylo svobodným státem Výmarské republiky.

## Historie

### Aldenburg
Nejstarší zmínka o městě Aldenburg pochází z roku 1108. Prvním historicky doloženým vládcem Oldenburku je lerigavský hrabě Egilmar II. (zemřel roku 1108) a po něm nastoupil jeho syn Kristián I. Oldenburský.

### Oldenburské hrabství
V roce 1180 bylo Oldenbursko (pojmenované podle svého centra) ustanoveno jako hrabství. Hrabě Kristián I. Oldenburský, byl zbaven hrabství Oldenburského vévodou saským Jindřichem Lvem, avšak když vévoda byl vypověděn, hrabství bylo vráceno synům Kristiána, kteří dosáhli říšské bezprostřednosti. V roce 1334 se rozdělila panovnická rodina na větev Oldenburskou a Delmenhorstskou, která však r. 1435 vymřela a tak se všechna území vrátila zpět starší linii Oldenburské.

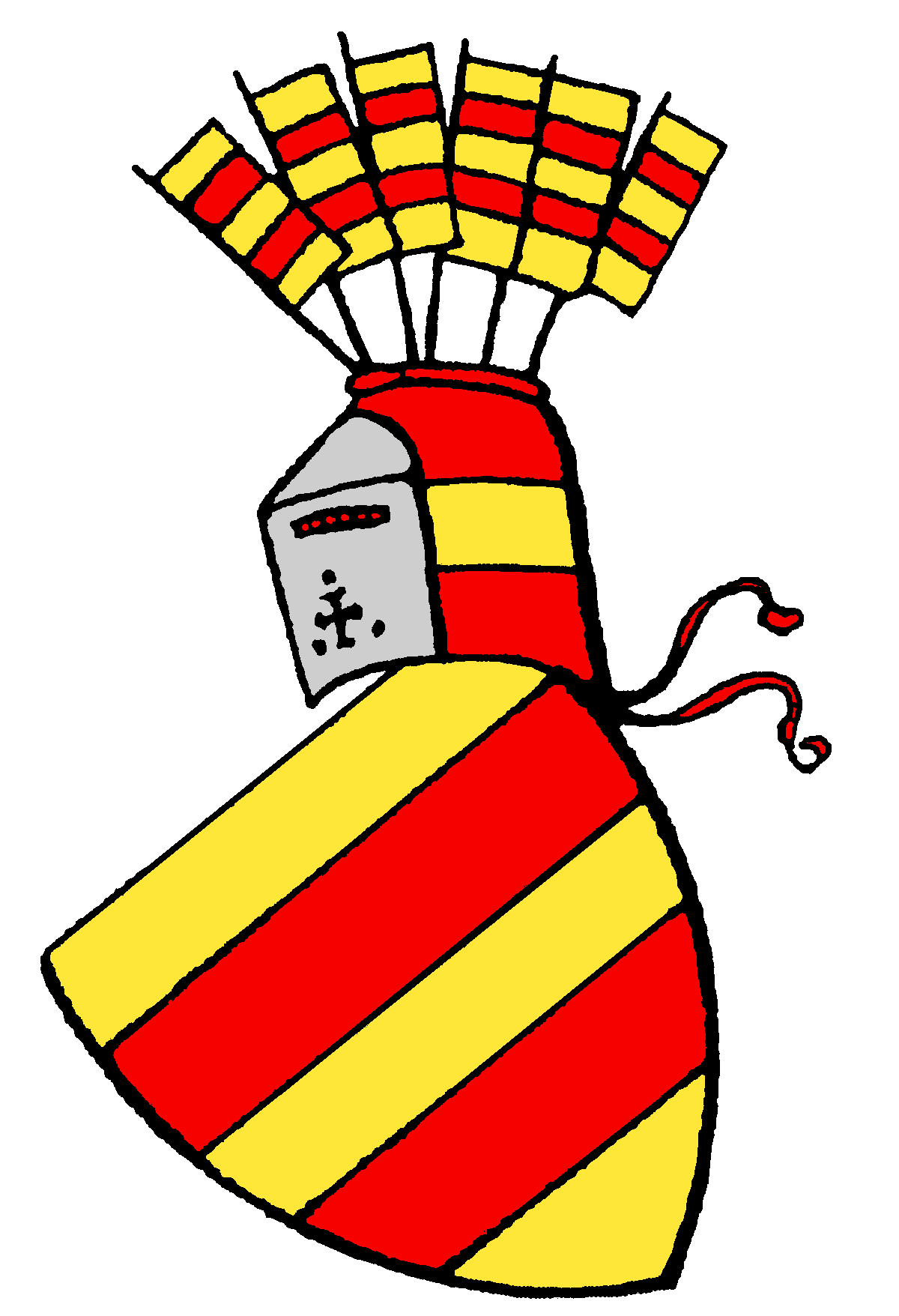
Znak hraběte

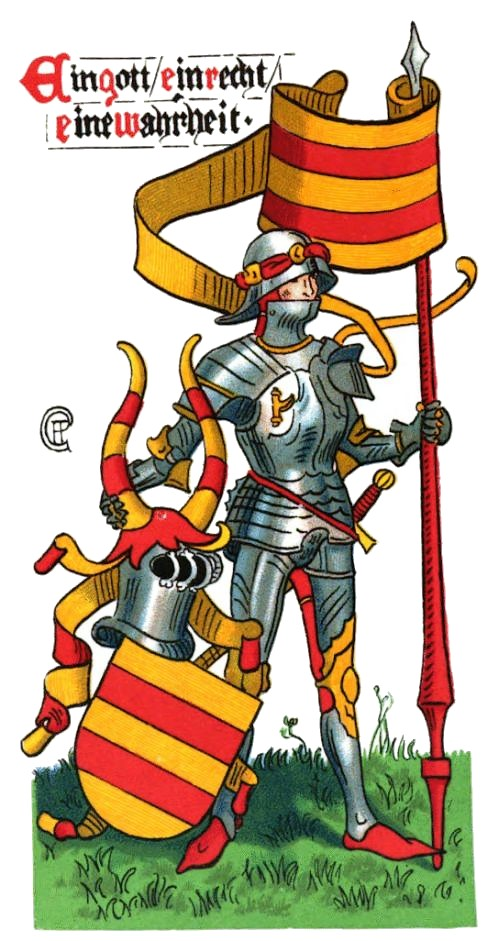
Symbolika hrabství

Nejdůležitější rok pro vládnoucí Oldenburky se stal rok 1448 kdy byl hrabě Kristián VI. zvolen za krále dánského, norského a švédského. Naproti tomu rodné země zůstaveny jeho dvěma bratrům, z nichž Gerhard získal Oldenbursko. Jeho syn Jan XIV. Oldenburský získal zemi Stedingnskou a Budjadingskou, naproti tomu ztratil Delmenhorst, jejž získalo biskupství Münsterské, a Jever, jenž byl postoupen Východnímu Frísku. Roku 1547 hrabě Antonín I. Oldenburský získal zpět Delmenhorst a stal se říšským hrabětem. Když opětovně založená vedlejší větev Delmenhorstská opět vymřela, byla opět spojena rodná území v jediný celek, k němuž připadlo v roce 1575 i panství Jever (dědictvím) a v roce 1624 panství Kniphausen (smlouvou).
Avšak již v roce 1667 vymřel původní hraběcí rod Oldenburků hrabětem Antonínem Vintířem a dědice těchto území se stal právě dánský král a vévoda šlesvicko-holštýnsko(-gottorpský). Proti tomuto dědickému pořízení protestoval bližší příbuzný Antonína Vintíře, vévoda šlesvicko-holštýnsko-plönský, jemuž byly také Oldenbursko a Delmenhorst přiřčeny. Ten tato území však odstoupil je v roce 1676 dánskému králi Kristiánovi V., kdežto Jever jako ženské léno připadl jeho sestře kněžně Magdaleně, jež byla kněžnou Anhaltsko-Srbišťskou a Kniphausen připadl říšskému hraběti Antonínovi z Aldenburku, nemanželskému synu Antonína Vintíře.
V letech 1667–1773 bylo tedy Oldenbursko včetně Delmenhorstu součástí Dánska. V roce 1773 však připadly ruskému velkoknížeti Pavlovi, jenž se za to zřekl se svého majetku ve Šlesvicko-Holštýnsku, ale ponechal si titul vévody Holštýnsko-Gottorpského. V roce 1774 připadlo území Oldenburska vedlejší větvi Holstein-Gottorp-Oldenburg a v roce 1777 bylo Oldenburské hrabství povýšeno na vévodství.